# Jadwiga Duch (florecistka)
Jadwiga Stanisława Duch, powsz. Duchówna, także Duch-Markowska, potem Duch-Kwietniewska (ur. 11 kwietnia 1911 w Warszawie, zm. 29 sierpnia 1998 tamże) – polska florecistka, hazenistka, koszykarka, siatkarka.

## Kariera
Reprezentując Polonię Warszawa (od ok. 1929) zdobyła mistrzostwo Warszawy oraz medale mistrzostw Polski we florecie: złoty (1934, 1939), srebrny (1931, 1933, 1937, 1938) i brązowy (1935). Drużynowo zdobyła złoto (1937, 1939) i srebro (1938). Brała udział w Mistrzostwach Europy (Warszawa, 1934).
W zajęciach szermierczych w stolicy uczestniczyła także podczas okupacji niemieckiej. Od 1946 należała do sekcji szermierczej AZS Warszawa, w 1947 zdobywając brąz MP.
Uprawiała też hazenę (mistrzostwo Polski w 1931), koszykówkę (puchar Polski w 1934, 1935) siatkówkę.
Potem reprezentowała też Ogniwo Warszawa (1948-1951) i Gwardię Warszawa (1952-1956).
Została pochowana na Cmentarzu Powązkowskim w Warszawie.